# IGA U.S. Indoor Championships 1999 - Qualificazioni singolare
Le qualificazioni del singolare  dell'IGA U.S. Indoor Championships 1999 sono state un torneo di tennis preliminare per accedere alla fase finale della manifestazione. I vincitori dell'ultimo turno sono entrati di diritto nel tabellone principale. In caso di ritiro di uno o più giocatori aventi diritto a questi sono subentrati i lucky loser, ossia i giocatori che hanno perso nell'ultimo turno ma che avevano una classifica più alta rispetto agli altri partecipanti che avevano comunque perso nel turno finale.

## Giocatrici

### Teste di serie
1. Brie Rippner (ultimo turno)
2. Nicole Pratt (qualificata)
3. Sandra Cacic (primo turno)
4. Pavlina Stoyanova (primo turno)

1. Jolene Watanabe (secondo turno)
2. Karin Miller (primo turno)
3. Aleksandra Olsza (primo turno)
4. Nana Miyagi (qualificata)

### Qualificate
1. Lilia Osterloh
2. Mashona Washington

1. Nana Miyagi
2. Nicole Pratt

## Tabellone qualificazioni

### Legenda
| - Q = Qualificato - WC = Wild card - LL = Lucky loser | - ALT = Alternate - SE = Special Exempt - PR = Protected Ranking | - w/o = Walkover - r = Ritirato - d = Squalificato |

### Sezione 1
|  | Primo turno      | Primo turno       | Primo turno       | Primo turno | Primo turno |  |  | Secondo turno  | Secondo turno  | Secondo turno  | Secondo turno  | Secondo turno  |   |   | Ultimo turno | Ultimo turno | Ultimo turno | Ultimo turno | Ultimo turno |  |
|  |                  |                   |                   |             |             |  |  |                |                |                |                |                |   |   |              |              |              |              |              |  |
|  | 1                | Brie Rippner      | Brie Rippner      | 6           | 6           |  |  |                |                |                |                |                |   |   |              |              |              |              |              |  |
|  |                  | Aurandrea Navarez | Aurandrea Navarez | 0           | 1           |  |  | 1              | Brie Rippner   | Brie Rippner   | 6              | 6              |   |   |              |              |              |              |              |  |
|  | Yuka Yoshida     | Yuka Yoshida      | Yuka Yoshida      | 7           | 6           |  |  |                | Yuka Yoshida   | Yuka Yoshida   | 3              | 4              |   |   |              |              |              |              |              |  |
|  | Katie Schlukebir | Katie Schlukebir  | Katie Schlukebir  | 5           | 4           |  |  |                |                |                |                |                |   |   | 1            | Brie Rippner | Brie Rippner | 64           | 2            |  |
|  | Tracy Singian    | Tracy Singian     | Tracy Singian     | 6           | 6           |  |  |                |                |                | Lilia Osterloh | Lilia Osterloh | 7 | 6 |              |              |              |              |              |  |
|  | Kim Grant        | Kim Grant         | Kim Grant         | 4           | 4           |  |  | Tracy Singian  | Tracy Singian  | Tracy Singian  | 1              | 1              |   |   |              |              |              |              |              |  |
|  |                  | Lilia Osterloh    | Lilia Osterloh    | 6           | 6           |  |  | Lilia Osterloh | Lilia Osterloh | Lilia Osterloh | 6              | 6              |   |   |              |              |              |              |              |  |
|  | 7                | Aleksandra Olsza  | Aleksandra Olsza  | 2           | 1           |  |  |                |                |                |                |                |   |   |              |              |              |              |              |  |

### Sezione 2
|  | Primo turno       | Primo turno        | Primo turno        | Primo turno | Primo turno |  |  | Secondo turno      | Secondo turno      | Secondo turno  | Secondo turno  | Secondo turno |   |   | Ultimo turno       | Ultimo turno       | Ultimo turno | Ultimo turno | Ultimo turno |  |
|  |                   |                    |                    |             |             |  |  |                    |                    |                |                |               |   |   |                    |                    |              |              |              |  |
|  | 4                 | Pavlina Stoyanova  | Pavlina Stoyanova  | 2           | 3           |  |  |                    |                    |                |                |               |   |   |                    |                    |              |              |              |  |
|  |                   | Mashona Washington | Mashona Washington | 6           | 6           |  |  | Mashona Washington | Mashona Washington | 2              | 6              | 6             |   |   |                    |                    |              |              |              |  |
|  | Meilen Tu         | Meilen Tu          | Meilen Tu          | 6           | 6           |  |  | Meilen Tu          | Meilen Tu          | 6              | 1              | 3             |   |   |                    |                    |              |              |              |  |
|  | Annabel Ellwood   | Annabel Ellwood    | Annabel Ellwood    | 4           | 3           |  |  |                    |                    |                |                |               |   |   | Mashona Washington | Mashona Washington | 4            | 6            | 6            |  |
|  | Francesca Lubiani | Francesca Lubiani  | 64                 | 6           | 2           |  |  |                    |                    | Kristine Kunce | Kristine Kunce | 6             | 1 | 1 |                    |                    |              |              |              |  |
|  | Kristine Kunce    | Kristine Kunce     | 7                  | 3           | 6           |  |  |                    | Kristine Kunce     | 3              | 6              | 6             |   |   |                    |                    |              |              |              |  |
|  |                   | Nannie de Villiers | Nannie de Villiers | 2           | 1           |  |  | 5                  | Jolene Watanabe    | 6              | 2              | 4             |   |   |                    |                    |              |              |              |  |
|  | 5                 | Jolene Watanabe    | Jolene Watanabe    | 6           | 6           |  |  |                    |                    |                |                |               |   |   |                    |                    |              |              |              |  |

### Sezione 3
|  | Primo turno      | Primo turno      | Primo turno      | Primo turno | Primo turno |  |  | Secondo turno | Secondo turno    | Secondo turno    | Secondo turno | Secondo turno |   |   | Ultimo turno | Ultimo turno | Ultimo turno | Ultimo turno | Ultimo turno |  |
|  |                  |                  |                  |             |             |  |  |               |                  |                  |               |               |   |   |              |              |              |              |              |  |
|  | 8                | Nana Miyagi      | Nana Miyagi      | 6           | 7           |  |  |               |                  |                  |               |               |   |   |              |              |              |              |              |  |
|  |                  | Jill Craybas     | Jill Craybas     | 3           | 5           |  |  | 8             | Nana Miyagi      | Nana Miyagi      | 7             | 6             |   |   |              |              |              |              |              |  |
|  | Jennifer Hopkins | Jennifer Hopkins | Jennifer Hopkins | 7           | 6           |  |  |               | Jennifer Hopkins | Jennifer Hopkins | 5             | 2             |   |   |              |              |              |              |              |  |
|  | Jelena Dokić     | Jelena Dokić     | Jelena Dokić     | 64          | 4           |  |  |               |                  |                  |               |               |   |   | 8            | Nana Miyagi  | 6            | 4            | 6            |  |
|  | Hila Rosen       | Hila Rosen       | 1                | 6           | 6           |  |  |               |                  |                  | Hila Rosen    | 4             | 6 | 0 |              |              |              |              |              |  |
|  | Julie Scott      | Julie Scott      | 6                | 4           | 2           |  |  | Hila Rosen    | Hila Rosen       | Hila Rosen       | 6             | 6             |   |   |              |              |              |              |              |  |
|  |                  | Jackie Trail     | Jackie Trail     | 6           | 78          |  |  | Jackie Trail  | Jackie Trail     | Jackie Trail     | 4             | 4             |   |   |              |              |              |              |              |  |
|  | 3                | Sandra Cacic     | Sandra Cacic     | 2           | 6           |  |  |               |                  |                  |               |               |   |   |              |              |              |              |              |  |

### Sezione 4
|  | Primo turno     | Primo turno     | Primo turno     | Primo turno | Primo turno |  |  | Secondo turno | Secondo turno   | Secondo turno   | Secondo turno | Secondo turno |   |   | Ultimo turno | Ultimo turno | Ultimo turno | Ultimo turno | Ultimo turno |  |
|  |                 |                 |                 |             |             |  |  |               |                 |                 |               |               |   |   |              |              |              |              |              |  |
|  | 6               | Karin Miller    | Karin Miller    | 5           | 1           |  |  |               |                 |                 |               |               |   |   |              |              |              |              |              |  |
|  |                 | Erika de Lone   | Erika de Lone   | 7           | 6           |  |  | Erika de Lone | Erika de Lone   | Erika de Lone   | 5             | 1             |   |   |              |              |              |              |              |  |
|  | Linda Wild      | Linda Wild      | 6               | 68          | 6           |  |  | Linda Wild    | Linda Wild      | Linda Wild      | 7             | 6             |   |   |              |              |              |              |              |  |
|  | Debbie Graham   | Debbie Graham   | 4               | 710         | 3           |  |  |               |                 |                 |               |               |   |   |              | Linda Wild   | Linda Wild   | 1            | 2            |  |
|  | Katrina Nimmers | Katrina Nimmers | Katrina Nimmers | 6           | 7           |  |  |               |                 | 2               | Nicole Pratt  | Nicole Pratt  | 6 | 6 |              |              |              |              |              |  |
|  | Megan Russell   | Megan Russell   | Megan Russell   | 4           | 64          |  |  |               | Katrina Nimmers | Katrina Nimmers | 0             | 0             |   |   |              |              |              |              |              |  |
|  |                 | Alicia Molik    | Alicia Molik    | 2           | 1           |  |  | 2             | Nicole Pratt    | Nicole Pratt    | 6             | 6             |   |   |              |              |              |              |              |  |
|  | 2               | Nicole Pratt    | Nicole Pratt    | 6           | 6           |  |  |               |                 |                 |               |               |   |   |              |              |              |              |              |  |